# 法伊岛
法伊岛（丹麥語：Fejø）是位于丹麦洛兰岛以北的一座小岛，面积16平方公里，人口611（2005年）。